# Рашад Бабаев
Рашад Бабаев е азербайджански шахматист, гросмайстор.

## Кариера
През 2001 г. печели турнира „Денят на независимостта“, проведен в Баку, с резултат 8/9 т. и с 1,5 т. пред втория Азер Мирзоев.
През 2003 г. е победител в петия открит международен турнир „BABOL“ със 7,5/9 т.
През юни 2008 г. участва на турнира по ускорен шахмат „Ciutat de Reus“ в Каталуния, Испания. В крайното класиране поделя 1-3 м. със сънародниците си Ниджат Мамедов и Азер Мирзоев, но състезанието е спечелено от Мамедов след тайбрек.